# إيرول بارو
إيرول بارو (بالإنجليزية: Errol Barrow) هو سياسي باربادوسي، ولد في 21 يناير 1920 في باربادوس، وتوفي في 1 يونيو 1987 في نفس البلد. حزبياً، نشط في Democratic Labour Party (Barbados) ‏. وقد انتخب عضو مجلس النواب لبربادوس ‏.

## روابط خارجية
- إيرول بارو على موقع الموسوعة البريطانية (الإنجليزية)
- إيرول بارو على موقع مونزينجر (الألمانية)